# Tallinni kézikönyv
A Tallinni kézikönyv (eredeti címén: A kiberháborúra alkalmazandó nemzetközi jog tallinni kézikönyve) egy tudományos, nem kötelező érvényű tanulmány arról, hogy a nemzetközi jog (különösen az „jus ad bellum” és a nemzetközi humanitárius jog) miként vonatkozik a kiberkonfliktusokra és a kiberháborúra. A tallinni székhelyű NATO Kooperatív Kibervédelmi Kiválósági Központ meghívására 2009 és 2012 között mintegy húsz szakértőből álló nemzetközi csoport állította össze a Tallinni kézikönyvet. A kézikönyvet 2013 áprilisában a Cambridge University Press adta ki.
A NATO Kooperatív Kibervédelmi Kiválósági Központ meghívására 2009 végén jogtudósok és szakemberek nemzetközi csoportja jött össze Tallinnban, hogy egy olyan kézikönyvet készítsenek, amely avval a kérdéssel foglalkozik, hogyan kell értelmezni a nemzetközi jogot a kiberműveletek és a kiberháború vonatkozásában. A maga nemében ez volt az első erőfeszítés e téma átfogó és hiteles elemzésére, és bizonyos fokú egyértelműség megteremtésére a kapcsolódó komplex jogi kérdésekben.

## Folyamat és szerzők
A magukat együttesen a Nemzetközi Szakértők Csoportjának nevezők, a Tallinni kézikönyv szerzői között rendkívül elismert jogtudósok és a kiberügyekben tapasztalattal rendelkező jogi szakemberek találhatóak, akikkel a projekt teljes időtartama alatt információtechnológiai szakemberek konzultáltak. A csoportot Michael N. Schmitt professzor, az Egyesült Államok Haditengerészeti Egyeteme nemzetközi jogi osztályának elnöke vezette, aki egyben a projekt igazgatója is volt. A csoport tagjai között volt Wolff Heintschel von Heinegg professzor, a Viadrinai Európa-Egyetemről; William H. Boothby, a brit Királyi Légierő nyugalmazott dandártábornoka; Thomas C. Wingfield professzor, a George C. Marshall Európai Biztonsági Tanulmányok Központjából; Bruno Demeyere, aki korábban a Leuveni Katolikus Egyetemen tanított; Eric Talbot Jensen professzor a Brigham Young Egyetemről; Sean Watts professzor a Creighton Egyetemről, dr. Louise Arimatsu a Chatham House-ból, Geneviève Bernatchez haditengerész-kapitány a Kanadai Erők főtanácsnoki irodájából; Penny Cumming ezredes az ausztrál védelmi erőktől; Robin Geiss professzor a Potsdami Egyetemről; Terry D. Gill professzor az Amszterdami Egyetem, a Holland Védelmi Akadémia és az Utrechti Egyetem képviseletében, Derek Jinks professzor, a Texasi Egyetemről; Jann Kleffner professzor a Svéd Nemzetvédelmi Főiskoláról, dr. Nils Melzer a Genfi Biztonsági Központtól és Kenneth Watkin nyugalmazott dandártábornok a Kanadai Erőktől.
A műszaki tanácsadó James Bret Michael professzor volt az Egyesült Államok Tengerészeti Posztgraduális Egyeteméről, csakúgy mint dr. Kenneth Geers és dr. Rain Ottis, akik mindketten korábban kapcsolatban álltak a NATO Kooperatív Kibervédelmi Kiválósági Központjával.
Három szervezetet képviseltek a megfigyelők a tervezési folyamat során: a NATO-t a Szövetséges Transzformációs Parancsnokságán keresztül a NATO Kooperatív Kibervédelmi Kiválósági Központ és a NATO kapcsolatának köszönhetően, a Vöröskereszt Nemzetközi Bizottságát a nemzetközi humanitárius jog fokozott figyelembevétele végett és az Egyesült Államok Kiberparancsnokságát azon képessége miatt, hogy egy operatív szempontból érett entitás perspektíváját tudja biztosítani.
A Tallinni kézikönyvet tudományos hitelességének növelése érdekében a közzététel előtt tizenhárom nemzetközi jogtudós szakértő lektorálta. Ahogy közzétették a Tallinni kézikönyv tervezetét a NATO Kooperatív Kibervédelmi Kiválósági Központjának honlapján, az azonnal felkeltette a jogász társadalom érdeklődését épp úgy, mint az elsősorban technológiai kérdésekkel foglalkozó online média figyelmét. Ezen túlmenően a 2013. március 15-én történt hivatalos megjelenést követően, hivatkozással a kézikönyvre, a Chatham House-ban a nemzetközi média figyelmétől övezve széles körben megvitatásra került a kiberháborúk megítélése nemzetközi jogi szempontból.
Noha gyakran úgy hivatkoznak rá, mint egy NATO kézikönyvre, ez helytelen. A Tallinni kézikönyv független tudományos kutatás eredménye, amely csak a szerzők személyes véleményét tükrözi. A kézikönyv a szerzők hovatartozásától függetlenül nem képviseli sem a NATO, sem semmilyen más szervezet vagy állam nézeteit. Mivel ez a nemzetközi jog alkalmazásának és értelmezésének első számú hiteles megfogalmazása a kiberkontextusban, feltételezhető, hogy a kézikönyv hatással lesz arra, hogy az államok és szervezetek hogyan formálják megközelítésüket és álláspontjukat ezekben a kérdésekben.

## Formátum
A nem kötelező érvényű kézikönyvek elkészítésének gyakorlata a nemzetközi humanitárius jog alkalmazásáról nem új. A Tallinni kézikönyv hasonló törekvések nyomán készült, mint a Nemzetközi Humanitárius Jogi Intézet tengeri fegyveres konfliktusokra alkalmazandó nemzetközi jogról szóló sanremói kézikönyve és a humanitárius politikáról és konfliktuskutatásról szóló Harvard-program Légi- és rakéta háborúra alkalmazandó nemzetközi jogi kézikönyve.
A kézikönyvet „fekete betűs szabályoknak” nevezett részekre osztják, melyekhez kommentárok kapcsolódnak. Alapvetően a szabályok a nemzetközi jog kiberkörnyezetre vetített újrafogalmazásai, annak megfelelően, ahogyan azt a szerzők értik és elfogadják. Mivel bármely szabály elfogadásához konszenzusra van szükség a szerzők között (a megfigyelők kivételével), az egyes szabályokhoz fűzött kommentárok kritikus célt szolgálnak a vélemények eltérésének pontos felvázolása szempontjából a szabály pontos alkalmazásáról. A kommentárok azonosítják a szabályok jogalapját, magyarázzák azok normatív tartalmát, és foglalkoznak a kiberkontextus gyakorlati következményeivel.

## Tallinn 2.0
Az eredeti kézikönyvet követő Tallinn 2.0-t arra tervezték, hogy kibővítse a Tallinni kézikönyv alkalmazási körét. A Tallinn 2.0-át 2017 februárjában adta ki, a Cambridge University Press könyv formájában.
Az eredeti Tallinni kézikönyv a legzavaróbb és legpusztítóbb kiberműveletekre összpontosít - azokra, amelyek „fegyveres támadásoknak” minősülnek, és ennélfogva lehetővé teszik az államok számára, hogy jogos önvédelmüknek megfelelően reagáljanak -, valamint azokra, amelyek a fegyveres konfliktusok során zajlanak. Mivel az ilyen következményekkel járó kiberműveletek veszélye különösen aggasztó az államok számára, a legtöbb tudományos kutatás ezekre a kérdésekre összpontosított. A Tallinn 2.0 a „kiberműveletekkel" foglalkozik, szemben az eredeti Tallinni kézikönyvben szereplő „kiberkonfliktusokkal”.
Az államokat azonban naponta olyan rosszindulatú kiberműveletek érik, amelyek nem emelkednek a fent említett szintre. A Tallinn 2.0 projekt megvizsgálja az ilyen kiberműveletekre alkalmazandó nemzetközi jogi keretet. A vonatkozó jogi rendszerek magukban foglalják az állam felelősségvállalásának jogát, a tengerjogot, a nemzetközi távközlési jogot, az űrjogot, a diplomáciai és konzuli jogot, valamint az egyének vonatkozásában az emberi jogokat. A Tallinn 2.0 azt is vizsgálja, hogy a nemzetközi jog általános elvei, mint például a szuverenitás, a joghatóság, az átvilágítás és a beavatkozás tilalma érvényesek-e a kiberkontextusban.
A központ magas rangú munkatársa, Michael Schmitt professzor, az Egyesült Államok Tengerészeti Főiskolájáról és az Exeteri Egyetemről, irányítja a Tallinn 2.0 projektet. Ms. Liis Vihul, a központ projektvezetőjeként dolgozik. A központ jogi és informatikai szakértőinek csapata támogatja az erőfeszítéseket. Elődjéhez hasonlóan a Tallinni Kézikönyv kibővített kiadása is csak a Nemzetközi Szakértők Csoportja véleményét fogja képviselni, de nem a NATO-t, a NATO Kooperatív Kibervédelmi Kiválósági Központját, a támogató országokat, vagy más államot, szervezetet.

## Fordítás
Ez a szócikk részben vagy egészben  a   Tallinn Manual című angol Wikipédia-szócikk ezen változatának fordításán alapul.  Az eredeti cikk szerkesztőit annak laptörténete sorolja fel. Ez a jelzés csupán a megfogalmazás eredetét és a szerzői jogokat jelzi, nem szolgál a cikkben szereplő információk forrásmegjelöléseként.